# گلوری هول
گلوری هول (به انگلیسی: Glory hole) به معنی سوراخ شکوهمند دریچه و منفذی است در برخی دیوارهای توالت‌های عمومی و پاساژها و غرفه‌های فروش فیلم‌های مخصوص بزرگسالان که برای انجام آمیزش جنسی و دیگر فعالیت‌های جنسی و همچنین تماشای خودارضایی طرف مقابل یا مشاهده هر دو نفر ایجاد شده‌است. بسیاری از فیلم‌های پورنوگرافی و داستان‌های سکسی موضوع و سوژه‌های خود را روی گلوری هول متمرکز کرده‌اند.

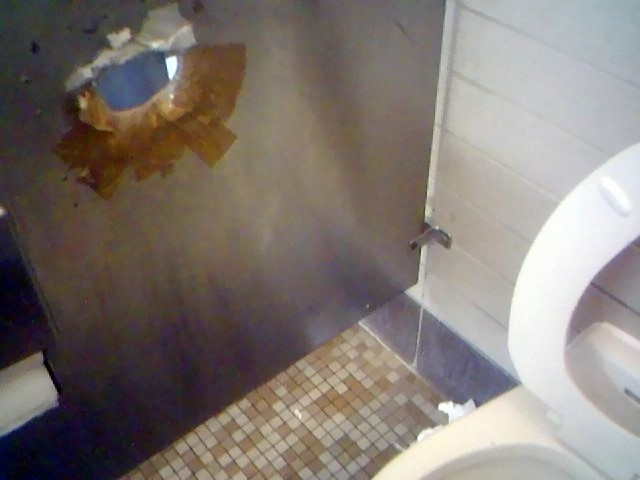
گلوری هول گاهی در دست‌شویی‌های عمومی ایجاد می‌شود